# Светско првенство у рукомету за жене 2009.
Светско првенство у рукомету за жене 2009. се одржало од 5-20. децембра 2009. у Кини. Ово је било 19. издање овог такмичења и тек друго које се одиграло ван Европе.

## Дворане
Првенство се одиграло у кинеској провинцији Ђангсу. Ово је било друго СП које се одиграло ван Европског континента. Прво се одиграло у Јужној Кореји 1990.
Шест градова су били домаћини:
| Град        | Дворана                            | Капацитет | Утакмице                                                 |
| ----------- | ---------------------------------- | --------- | -------------------------------------------------------- |
| Нанкинг     | Нанкинг Олимпијски спортски центар | 13,000    | Финални круг - полуфинала и финале                       |
| Сужу        | Сужу спортски центар               | 6,000     | Први круг - Група Ц, Утакмице за пласман од 5-12. места  |
| Вукси       | Вукси спортски центар              | 7,155     | Први круг - Група А, Други круг - Група 2, Президент куп |
| Чангжу      | Чангжу Олимпијски спортски центар  | 6,000     | Први круг - Група Д                                      |
| Јангжу      | Јангжу спортски центар             | 5,500     | Други круг - Група 1                                     |
| Жангђиаганг | Жангђиаганг спортски центар        | 3,750     | Први круг - Група Б, Президент куп                       |

## Квалификације
Домаћин
- Кина

Браниоци титуле
- Русија

Квалификовани са Азијског првенства 2008.
- Јужна Кореја
- Јапан
- Тајланд
- Казахстан

Квалификовани са Европског првенства 2008.
- Норвешка
- Шпанија

Квалификовани са Европског плеј-офа
Прве утакмице су игране 6. и 7. јуна 2009. а друге 12. и 14. јуна исте године.
| Екипа 1     | Резултат | Екипа 2   | 1. ут.  | 2. ут.  |
| ----------- | -------- | --------- | ------- | ------- |
| Словачка    | 43 – 55  | Мађарска  | 21 – 22 | 22 – 33 |
| Шведска     | 52 – 45  | Црна Гора | 24 – 17 | 28 – 28 |
| Србија      | 43 – 51  | Немачка   | 24 – 29 | 19 – 22 |
| Хрватска    | 51 – 55  | Француска | 27 – 23 | 24 – 32 |
| Белорусија  | 63 – 70  | Румунија  | 31 – 32 | 32 – 38 |
| Македонија  | 57 – 62  | Аустрија  | 32 – 28 | 25 – 34 |
| Португалија | 43 – 79  | Данска    | 21 – 38 | 22 – 41 |
| Украјина    | 57 – 48  | Холандија | 27 – 21 | 30 – 27 |

Квалификовани са Афричког првенства 2008.
- Ангола
- Конго
- Обала Слоноваче
- Тунис

Квалификовани са Панамеричког првенства у рукомету за жене 2009.
- Аргентина
- Бразил
- Чиле

Квалификовани са Океанијског првенства у рукомету за жене 2009.
- Аустралија

## Први круг
Жреб је одржан 15. јула 2009. у Базелу у Швајцарској. Прве три екипе из сваке групе су се пласирале у други круг.
|  | Екипа се пласирала у Други круг    |
|  | Екипа се пласирала у Президент куп |

### Група А
| 5. децембар 2009. 17:00 | Француска | 20 – 22  | Бразил     | Спортски центар Вукси, Вукси Гледалаца: 150 Судије: Опава, Валек Чешка |
| 5. децембар 2009. 17:00 | Дембеле 6 | (9 – 13) | Родригез 7 | Спортски центар Вукси, Вукси Гледалаца: 150 Судије: Опава, Валек Чешка |
| 5. децембар 2009. 17:00 | 1× 3×     | (детаљи) | 5× 4×      | Спортски центар Вукси, Вукси Гледалаца: 150 Судије: Опава, Валек Чешка |

| 5. децембар 2009. 19:00 | Шведска              | 28 – 19  | Конго                    | Спортски центар Вукси, Вукси Гледалаца: 300 Судије: Ралуј, Сабросо Шпанија |
| 5. децембар 2009. 19:00 | Флогман, Викенштен 5 | (9 – 9)  | Итуа Ацоно, Окоје Мбон 4 | Спортски центар Вукси, Вукси Гледалаца: 300 Судије: Ралуј, Сабросо Шпанија |
| 5. децембар 2009. 19:00 | 2× 3×                | (детаљи) | 3×                       | Спортски центар Вукси, Вукси Гледалаца: 300 Судије: Ралуј, Сабросо Шпанија |

| 5. децембар 2009. 21:00 | Немачка   | 26 – 27   | Данска                          | Спортски центар Вукси, Вукси Гледалаца: 700 Судије: Хорват, Мартон Мађарска |
| 5. децембар 2009. 21:00 | Мјецнер 9 | (10 – 15) | Аугуштен, Мортеншенn, Трелсен 6 | Спортски центар Вукси, Вукси Гледалаца: 700 Судије: Хорват, Мартон Мађарска |
| 5. децембар 2009. 21:00 | 4× 3×     | (детаљи)  | 3×                              | Спортски центар Вукси, Вукси Гледалаца: 700 Судије: Хорват, Мартон Мађарска |

| 6. децембар 2009. 17:00 | Конго                              | 23 – 36   | Немачка   | Спортски центар Вукси, Вукси Гледалаца: 100 Судије: Флореску, Дута Румунија |
| 6. децембар 2009. 17:00 | Есопондо, Итуа Ацоно, Окоје Мбон 4 | (10 – 15) | Нојкамп 8 | Спортски центар Вукси, Вукси Гледалаца: 100 Судије: Флореску, Дута Румунија |
| 6. децембар 2009. 17:00 | 6× 3×                              | (детаљи)  | 2× 3×     | Спортски центар Вукси, Вукси Гледалаца: 100 Судије: Флореску, Дута Румунија |

| 6. децембар 2009. 19:00 | Бразил     | 23 - 26  | Шведска | Спортски центар Вукси, Вукси Гледалаца: 350 Судије: Хорват, Мартон Мађарска |
| 6. децембар 2009. 19:00 | Родригез 6 | (8 - 14) | Алм 5   | Спортски центар Вукси, Вукси Гледалаца: 350 Судије: Хорват, Мартон Мађарска |
| 6. децембар 2009. 19:00 | 4× 3× 1×   | (детаљи) | 7× 4×   | Спортски центар Вукси, Вукси Гледалаца: 350 Судије: Хорват, Мартон Мађарска |

| 6. децембар 2009. 21:00 | Данска  | 24 – 16  | Француска | Спортски центар Вукси, Вукси Гледалаца: 150 Судије: Ралуј, Сабросо Шпанија |
| 6. децембар 2009. 21:00 | Далби 8 | (11 – 8) | Пињо 4    | Спортски центар Вукси, Вукси Гледалаца: 150 Судије: Ралуј, Сабросо Шпанија |
| 6. децембар 2009. 21:00 | 5× 4×   | (детаљи) | 2×        | Спортски центар Вукси, Вукси Гледалаца: 150 Судије: Ралуј, Сабросо Шпанија |

| 7. децембар 2009. 17:00 | Немачка   | 32 – 30   | Бразил     | Спортски центар Вукси, Вукси Гледалаца: 250 Судије: Ралуј, Сабросо Шпанија |
| 7. децембар 2009. 17:00 | Нојкамп 8 | (19 – 12) | Пињеиро 10 | Спортски центар Вукси, Вукси Гледалаца: 250 Судије: Ралуј, Сабросо Шпанија |
| 7. децембар 2009. 17:00 | 4× 3×     | (детаљи)  | 6× 3×      | Спортски центар Вукси, Вукси Гледалаца: 250 Судије: Ралуј, Сабросо Шпанија |

| 7. децембар 2009. 19:00 | Данска              | 37 – 24   | Конго        | Спортски центар Вукси, Вукси Гледалаца: 300 Судије: Опава, Валек Чешка |
| 7. децембар 2009. 19:00 | Каструп, Педерсен 7 | (20 – 12) | Окоје Мбон 7 | Спортски центар Вукси, Вукси Гледалаца: 300 Судије: Опава, Валек Чешка |
| 7. децембар 2009. 19:00 | 7× 2×               | (детаљи)  | 6× 3×        | Спортски центар Вукси, Вукси Гледалаца: 300 Судије: Опава, Валек Чешка |

| 7. децембар 2009. 21:00 | Француска | 23 – 21  | Шведска | Спортски центар Вукси, Вукси Гледалаца: 200 Судије: Флореску, Дута Румунија |
| 7. децембар 2009. 21:00 | Сињат 4   | (9 – 13) | Босон 5 | Спортски центар Вукси, Вукси Гледалаца: 200 Судије: Флореску, Дута Румунија |
| 7. децембар 2009. 21:00 | 3×        | (детаљи) | 3× 4×   | Спортски центар Вукси, Вукси Гледалаца: 200 Судије: Флореску, Дута Румунија |

| 9. децембар 2009. 17:00 | Француска | 29 – 22  | Конго                  | Спортски центар Вукси, Вукси Гледалаца: 100 Судије: Хорват, Мартон Мађарска |
| 9. децембар 2009. 17:00 | Лимал 5   | (14 – 9) | Басарила, Окоје Мбон 7 | Спортски центар Вукси, Вукси Гледалаца: 100 Судије: Хорват, Мартон Мађарска |
| 9. децембар 2009. 17:00 | 6× 3×     | (детаљи) | 4× 3×                  | Спортски центар Вукси, Вукси Гледалаца: 100 Судије: Хорват, Мартон Мађарска |

| 9. децембар 2009. 19:00 | Бразил                       | 21 – 28  | Данска    | Спортски центар Вукси, Вукси Гледалаца: 402 Судије: Флореску, Дута Румунија |
| 9. децембар 2009. 19:00 | Аморим, да Кошта, Родригез 4 | (9 – 14) | Трелсен 6 | Спортски центар Вукси, Вукси Гледалаца: 402 Судије: Флореску, Дута Румунија |
| 9. децембар 2009. 19:00 | 4× 2×                        | (детаљи) | 4× 3×     | Спортски центар Вукси, Вукси Гледалаца: 402 Судије: Флореску, Дута Румунија |

| 9. децембар 2009. 21:00 | Шведска           | 27 – 33   | Немачка   | Спортски центар Вукси, Вукси Гледалаца: 200 Судије: Опава, Валек Чешка |
| 9. децембар 2009. 21:00 | Исаксон, Гулден 5 | (12 – 18) | Мјецнер 9 | Спортски центар Вукси, Вукси Гледалаца: 200 Судије: Опава, Валек Чешка |
| 9. децембар 2009. 21:00 | 5× 4×             | (детаљи)  | 3× 4×     | Спортски центар Вукси, Вукси Гледалаца: 200 Судије: Опава, Валек Чешка |

| 10. децембар 2009. 17:00 | Конго        | 28 – 36   | Бразил      | Спортски центар Вукси, Вукси Гледалаца: 100 Судије: Опава, Валек Чешка |
| 10. децембар 2009. 17:00 | Итуа Ацоно 8 | (13 – 19) | да Кошта 13 | Спортски центар Вукси, Вукси Гледалаца: 100 Судије: Опава, Валек Чешка |
| 10. децембар 2009. 17:00 | 4×           | (детаљи)  | 7× 3×       | Спортски центар Вукси, Вукси Гледалаца: 100 Судије: Опава, Валек Чешка |

| 10. децембар 2009. 19:00 | Немачка   | 15 – 29   | Француска | Спортски центар Вукси, Вукси Гледалаца: 300 Судије: Хорват, Мартон Мађарска |
| 10. децембар 2009. 19:00 | Мјецнер 5 | (10 – 10) | Менди 6   | Спортски центар Вукси, Вукси Гледалаца: 300 Судије: Хорват, Мартон Мађарска |
| 10. децембар 2009. 19:00 | 4× 3×     | (детаљи)  | 6× 2×     | Спортски центар Вукси, Вукси Гледалаца: 300 Судије: Хорват, Мартон Мађарска |

| 10. децембар 2009. 21:00 | Шведска | 27 - 23   | Данска      | Спортски центар Вукси, Вукси Гледалаца: 350 Судије: Ралуј, Сабросо Шпанија |
| 10. децембар 2009. 21:00 | Алм 7   | (14 - 10) | Мортеншен 7 | Спортски центар Вукси, Вукси Гледалаца: 350 Судије: Ралуј, Сабросо Шпанија |
| 10. децембар 2009. 21:00 | 3×      | (детаљи)  | 3×          | Спортски центар Вукси, Вукси Гледалаца: 350 Судије: Ралуј, Сабросо Шпанија |

| Плас. | Екипа     | И | П | Н | ПО | ГД  | ГП  | ГР  | Бодови |
| ----- | --------- | - | - | - | -- | --- | --- | --- | ------ |
| 1.    | Данска    | 5 | 4 | 0 | 1  | 139 | 114 | +25 | 8      |
| 2.    | Француска | 5 | 3 | 0 | 2  | 117 | 104 | +13 | 6      |
| 3.    | Немачка   | 5 | 3 | 0 | 2  | 142 | 136 | +6  | 6      |
| 4.    | Шведска   | 5 | 3 | 0 | 2  | 129 | 121 | +8  | 6      |
| 5.    | Бразил    | 5 | 2 | 0 | 3  | 132 | 134 | -2  | 4      |
| 6.    | Конго     | 5 | 0 | 0 | 5  | 116 | 166 | -50 | 0      |

### Група Б
| 5. децембар 2009. 17:00 | Ангола               | 39 - 9   | Аустралија | Жангђиаганг спортски центар, Жангђиаганг Гледалаца: 100 Судије: Бехи, Фарах Тунис |
| 5. децембар 2009. 17:00 | Домбаксе, Бернардо 6 | (22 - 6) | Соренсен 4 | Жангђиаганг спортски центар, Жангђиаганг Гледалаца: 100 Судије: Бехи, Фарах Тунис |
| 5. децембар 2009. 17:00 | 3×                   | (детаљи) | 3×         | Жангђиаганг спортски центар, Жангђиаганг Гледалаца: 100 Судије: Бехи, Фарах Тунис |

| 5. децембар 2009. 19:00 | Аустрија | 52 - 11  | Тајланд         | Жангђиаганг спортски центар, Жангђиаганг Гледалаца: 250 Судије: Марина, Миноре Аргентина |
| 5. децембар 2009. 19:00 | Плач 8   | (24 - 7) | Сила, Танават 3 | Жангђиаганг спортски центар, Жангђиаганг Гледалаца: 250 Судије: Марина, Миноре Аргентина |
| 5. децембар 2009. 19:00 | 2×       | (детаљи) | 3×              | Жангђиаганг спортски центар, Жангђиаганг Гледалаца: 250 Судије: Марина, Миноре Аргентина |

| 5. децембар 2009. 21:00 | Русија  | 27 – 18   | Украјина      | Жангђиаганг спортски центар, Жангђиаганг Гледалаца: 250 Судије: Андерсен, Содал Норвешка |
| 5. децембар 2009. 21:00 | Туреј 5 | (11 – 10) | Николајенко 5 | Жангђиаганг спортски центар, Жангђиаганг Гледалаца: 250 Судије: Андерсен, Содал Норвешка |
| 5. децембар 2009. 21:00 | 2× 3×   | (детаљи)  | 3× 2×         | Жангђиаганг спортски центар, Жангђиаганг Гледалаца: 250 Судије: Андерсен, Содал Норвешка |

| 6. децембар 2009. 17:00 | Аустралија                  | 10 – 45  | Аустрија   | Жангђиаганг спортски центар, Жангђиаганг Гледалаца: 100 Судије: Лиу С, Лиу Ф. Кина |
| 6. децембар 2009. 17:00 | Соренсен, Кели, Брунсберг 2 | (5 – 22) | Спиридон 8 | Жангђиаганг спортски центар, Жангђиаганг Гледалаца: 100 Судије: Лиу С, Лиу Ф. Кина |
| 6. децембар 2009. 17:00 | 1× 2×                       | (детаљи) | 2×         | Жангђиаганг спортски центар, Жангђиаганг Гледалаца: 100 Судије: Лиу С, Лиу Ф. Кина |

| 6. децембар 2009. 19:00 | Украјина    | 20 - 28   | Ангола    | Жангђиаганг спортски центар, Жангђиаганг Гледалаца: 1.000 Судије: Марина, Миноре Аргентина |
| 6. децембар 2009. 19:00 | Цибуленко 6 | (10 – 14) | Таварес 9 | Жангђиаганг спортски центар, Жангђиаганг Гледалаца: 1.000 Судије: Марина, Миноре Аргентина |
| 6. децембар 2009. 19:00 | 3× 4×       | (детаљи)  | 5× 3×     | Жангђиаганг спортски центар, Жангђиаганг Гледалаца: 1.000 Судије: Марина, Миноре Аргентина |

| 6. децембар 2009. 21:00 | Тајланд   | 8 – 45   | Русија        | Жангђиаганг спортски центар, Жангђиаганг Гледалаца: 100 Судије: Бехи, Фарах Тунис |
| 6. децембар 2009. 21:00 | Танават 5 | (6 – 19) | Жилинскајте 8 | Жангђиаганг спортски центар, Жангђиаганг Гледалаца: 100 Судије: Бехи, Фарах Тунис |
| 6. децембар 2009. 21:00 | 5× 3×     | (детаљи) | 3×            | Жангђиаганг спортски центар, Жангђиаганг Гледалаца: 100 Судије: Бехи, Фарах Тунис |

| 7. децембар 2009. 17:00 | Украјина               | 41 – 13  | Тајланд     | Жангђиаганг спортски центар, Жангђиаганг Гледалаца: 150 Судије: Лиу С, Лиу Ф. Кина |
| 7. децембар 2009. 17:00 | Боклашчук, Цибуленко 6 | (21 – 8) | Суфасанан 4 | Жангђиаганг спортски центар, Жангђиаганг Гледалаца: 150 Судије: Лиу С, Лиу Ф. Кина |
| 7. децембар 2009. 17:00 | 1× 2×                  | (детаљи) | 3× 1×       | Жангђиаганг спортски центар, Жангђиаганг Гледалаца: 150 Судије: Лиу С, Лиу Ф. Кина |

| 7. децембар 2009. 19:00 | Ангола     | 21 – 28   | Аустрија | Жангђиаганг спортски центар, Жангђиаганг Гледалаца: 900 Судије: Андерсен, Содал Норвешка |
| 7. децембар 2009. 19:00 | Таварес 10 | (12 – 16) | Енгел 14 | Жангђиаганг спортски центар, Жангђиаганг Гледалаца: 900 Судије: Андерсен, Содал Норвешка |
| 7. децембар 2009. 19:00 | 1× 4×      | (детаљи)  | 4× 3×    | Жангђиаганг спортски центар, Жангђиаганг Гледалаца: 900 Судије: Андерсен, Содал Норвешка |

| 7. децембар 2009. 21:00 | Русија  | 48 – 8   | Аустралија | Жангђиаганг спортски центар, Жангђиаганг Гледалаца: 80 Судије: Марина, Миноре Аргентина |
| 7. децембар 2009. 21:00 | Туреј 8 | (27 – 3) | Соренсен 3 | Жангђиаганг спортски центар, Жангђиаганг Гледалаца: 80 Судије: Марина, Миноре Аргентина |
| 7. децембар 2009. 21:00 | 1×      | (детаљи) | 2×         | Жангђиаганг спортски центар, Жангђиаганг Гледалаца: 80 Судије: Марина, Миноре Аргентина |

| 9. децембар 2009. 17:00 | Ангола   | 36 – 16  | Тајланд   | Жангђиаганг спортски центар, Жангђиаганг Гледалаца: 60 Судије: Андерсен, Содал Норвешка |
| 9. децембар 2009. 17:00 | Карлос 9 | (21 – 5) | Танават 7 | Жангђиаганг спортски центар, Жангђиаганг Гледалаца: 60 Судије: Андерсен, Содал Норвешка |
| 9. децембар 2009. 17:00 | 2×       | (детаљи) | 2× 3×     | Жангђиаганг спортски центар, Жангђиаганг Гледалаца: 60 Судије: Андерсен, Содал Норвешка |

| 9. децембар 2009. 19:00 | Аустралија        | 7 – 40   | Украјина   | Жангђиаганг спортски центар, Жангђиаганг Гледалаца: 750 Судије: Лиу С, Лиу Ф. Кина |
| 9. децембар 2009. 19:00 | Соренсен, Томас 2 | (4 – 19) | Шклиарук 6 | Жангђиаганг спортски центар, Жангђиаганг Гледалаца: 750 Судије: Лиу С, Лиу Ф. Кина |
| 9. децембар 2009. 19:00 | 5× 3×             | (детаљи) | 1×         | Жангђиаганг спортски центар, Жангђиаганг Гледалаца: 750 Судије: Лиу С, Лиу Ф. Кина |

| 9. децембар 2009. 21:00 | Аустрија | 19 – 32   | Русија  | Жангђиаганг спортски центар, Жангђиаганг Гледалаца: 200 Судије: Бехи, Фарах Тунис |
| 9. децембар 2009. 21:00 | Енгел 6  | (10 – 17) | Туреј 7 | Жангђиаганг спортски центар, Жангђиаганг Гледалаца: 200 Судије: Бехи, Фарах Тунис |
| 9. децембар 2009. 21:00 | 5× 4×    | (детаљи)  | 3×      | Жангђиаганг спортски центар, Жангђиаганг Гледалаца: 200 Судије: Бехи, Фарах Тунис |

| 10. децембар 2009. 17:00 | Тајланд | 25 – 18   | Аустралија | Жангђиаганг спортски центар, Жангђиаганг Гледалаца: 50 Судије: Лиу С, Лиу Ф. Кина |
| 10. децембар 2009. 17:00 | Фонсен  | (13 – 10) | Соренсен 7 | Жангђиаганг спортски центар, Жангђиаганг Гледалаца: 50 Судије: Лиу С, Лиу Ф. Кина |
| 10. децембар 2009. 17:00 | 1× 3×   | (детаљи)  | 2× 3×      | Жангђиаганг спортски центар, Жангђиаганг Гледалаца: 50 Судије: Лиу С, Лиу Ф. Кина |

| 10. децембар 2009. 19:00 | Аустрија       | 31 – 32   | Украјина       | Жангђиаганг спортски центар, Жангђиаганг Гледалаца: 1.000 Судије: Марина, Миноре Аргентина |
| 10. децембар 2009. 19:00 | Субке, Енгел 8 | (17 – 15) | Николајенко 10 | Жангђиаганг спортски центар, Жангђиаганг Гледалаца: 1.000 Судије: Марина, Миноре Аргентина |
| 10. децембар 2009. 19:00 | 2× 3×          | (детаљи)  | 3×             | Жангђиаганг спортски центар, Жангђиаганг Гледалаца: 1.000 Судије: Марина, Миноре Аргентина |

| 10. децембар 2009. 21:00 | Русија     | 23 – 21   | Ангола    | Жангђиаганг спортски центар, Жангђиаганг Гледалаца: 120 Судије: Бехи, Фарах Тунис |
| 10. децембар 2009. 21:00 | Постнова 5 | (11 – 12) | Таварес 8 | Жангђиаганг спортски центар, Жангђиаганг Гледалаца: 120 Судије: Бехи, Фарах Тунис |
| 10. децембар 2009. 21:00 | 3× 4×      | (детаљи)  | 4×        | Жангђиаганг спортски центар, Жангђиаганг Гледалаца: 120 Судије: Бехи, Фарах Тунис |

| Плас. | Екипа      | И | П | Н | ПО | ГД  | ГП  | ГР   | Бодови |
| ----- | ---------- | - | - | - | -- | --- | --- | ---- | ------ |
| 1.    | Русија     | 5 | 5 | 0 | 0  | 175 | 74  | +101 | 10     |
| 2.    | Аустрија   | 5 | 3 | 0 | 2  | 175 | 106 | +69  | 6      |
| 3.    | Ангола     | 5 | 3 | 0 | 2  | 145 | 96  | +49  | 6      |
| 4.    | Украјина   | 5 | 3 | 0 | 2  | 151 | 106 | +45  | 6      |
| 5.    | Тајланд    | 5 | 1 | 0 | 4  | 73  | 192 | -119 | 2      |
| 6.    | Аустралија | 5 | 0 | 0 | 5  | 52  | 197 | -145 | 0      |

### Група Ц
| 5. децембар 2009. 17:15 | Румунија  | 51 – 17  | Чиле      | Сужу спортски центар, Сужу Гледалаца: 500 Судије: Лицис, Столаровс Летонија |
| 5. децембар 2009. 17:15 | Станка 10 | (20 – 7) | Фојчман 6 | Сужу спортски центар, Сужу Гледалаца: 500 Судије: Лицис, Столаровс Летонија |
| 5. децембар 2009. 17:15 | 1× 3×     | (детаљи) | 3× 5×     | Сужу спортски центар, Сужу Гледалаца: 500 Судије: Лицис, Столаровс Летонија |

| 5. децембар 2009. 19:15 | Норвешка          | 34 – 19  | Јапан    | Сужу спортски центар, Сужу Гледалаца: 750 Судије: Гусева, Вартаниан Русија |
| 5. децембар 2009. 19:15 | Регелхут, Херем 7 | (15 – 9) | Уегаки 8 | Сужу спортски центар, Сужу Гледалаца: 750 Судије: Гусева, Вартаниан Русија |
| 5. децембар 2009. 19:15 | 1× 3×             | (детаљи) | 5× 2× 1× | Сужу спортски центар, Сужу Гледалаца: 750 Судије: Гусева, Вартаниан Русија |

| 5. децембар 2009. 21:15 | Мађарска | 33 – 25   | Тунис    | Сужу спортски центар, Сужу Гледалаца: 500 Судије: Бруновски, Канда Словачка |
| 5. децембар 2009. 21:15 | Тот 9    | (15 – 11) | Куилди 8 | Сужу спортски центар, Сужу Гледалаца: 500 Судије: Бруновски, Канда Словачка |
| 5. децембар 2009. 21:15 | 7× 3× 1× | (детаљи)  | 7× 3×    | Сужу спортски центар, Сужу Гледалаца: 500 Судије: Бруновски, Канда Словачка |

| 6. децембар 2009. 17:15 | Чиле     | 14 – 48  | Мађарска       | Сужу спортски центар, Сужу Гледалаца: 200 Судије: Гусева, Вартаниан Русија |
| 6. децембар 2009. 17:15 | Канеса 6 | (6 – 24) | Зачик, Јухаш 8 | Сужу спортски центар, Сужу Гледалаца: 200 Судије: Гусева, Вартаниан Русија |
| 6. децембар 2009. 17:15 | 3×       | (детаљи) | 2× 3×          | Сужу спортски центар, Сужу Гледалаца: 200 Судије: Гусева, Вартаниан Русија |

| 6. децембар 2009. 19:15 | Тунис   | 25 – 36   | Норвешка         | Сужу спортски центар, Сужу Гледалаца: 200 Судије: Гејпел, Хелбиг Немачка |
| 6. децембар 2009. 19:15 | Чебах 7 | (14 – 18) | Јохансен, Локе 6 | Сужу спортски центар, Сужу Гледалаца: 200 Судије: Гејпел, Хелбиг Немачка |
| 6. децембар 2009. 19:15 | 1× 3×   | (детаљи)  | 3×               | Сужу спортски центар, Сужу Гледалаца: 200 Судије: Гејпел, Хелбиг Немачка |

| 6. децембар 2009. 21:15 | Јапан    | 28 – 37   | Румунија  | Сужу спортски центар, Сужу Гледалаца: 200 Судије: Бруновски, Канда Словачка |
| 6. децембар 2009. 21:15 | Уегаки 8 | (17 – 17) | Пускасу 9 | Сужу спортски центар, Сужу Гледалаца: 200 Судије: Бруновски, Канда Словачка |
| 6. децембар 2009. 21:15 | 1× 3×    | (детаљи)  | 3×        | Сужу спортски центар, Сужу Гледалаца: 200 Судије: Бруновски, Канда Словачка |

| 7. децембар 2009. 17:15 | Јапан    | 31 – 31   | Тунис           | Сужу спортски центар, Сужу Гледалаца: 250 Судије: Лицис, Столаровс Летонија |
| 7. децембар 2009. 17:15 | Фуџи 10  | (16 – 14) | Елгауи, Чебах 7 | Сужу спортски центар, Сужу Гледалаца: 250 Судије: Лицис, Столаровс Летонија |
| 7. децембар 2009. 17:15 | 5× 3× 1× | (детаљи)  | 6× 4× 1×        | Сужу спортски центар, Сужу Гледалаца: 250 Судије: Лицис, Столаровс Летонија |

| 7. децембар 2009. 19:15 | Норвешка   | 44 – 15  | Чиле      | Сужу спортски центар, Сужу Гледалаца: 400 Судије: Бруновски, Канда Словачка |
| 7. децембар 2009. 19:15 | Регелхут 9 | (21 – 7) | Фојчман 3 | Сужу спортски центар, Сужу Гледалаца: 400 Судије: Бруновски, Канда Словачка |
| 7. децембар 2009. 19:15 | 2×         | (детаљи) | 4× 2×     | Сужу спортски центар, Сужу Гледалаца: 400 Судије: Бруновски, Канда Словачка |

| 7. децембар 2009. 21:15 | Румунија    | 31 - 25  | Мађарска | Сужу спортски центар, Сужу Гледалаца: 200 Судије: Гејпел, Хелбиг Немачка |
| 7. децембар 2009. 21:15 | Лекушану 12 | (16 – 7) | Тот 7    | Сужу спортски центар, Сужу Гледалаца: 200 Судије: Гејпел, Хелбиг Немачка |
| 7. децембар 2009. 21:15 | 1× 3×       | (детаљи) | 6× 3×    | Сужу спортски центар, Сужу Гледалаца: 200 Судије: Гејпел, Хелбиг Немачка |

| 9. децембар 2009. 17:15 | Чиле                      | 19 – 38   | Јапан                    | Сужу спортски центар, Сужу Гледалаца: 100 Судије: Гејпел, Хелбиг Немачка |
| 9. децембар 2009. 17:15 | Канеса, Фојчман, Флорес 6 | (13 – 19) | Фуџи, Такахаши, Уегаки 6 | Сужу спортски центар, Сужу Гледалаца: 100 Судије: Гејпел, Хелбиг Немачка |
| 9. децембар 2009. 17:15 | 3×                        | (детаљи)  |                          | Сужу спортски центар, Сужу Гледалаца: 100 Судије: Гејпел, Хелбиг Немачка |

| 9. децембар 2009. 19:15 | Мађарска        | 19 – 25   | Норвешка   | Сужу спортски центар, Сужу Гледалаца: 700 Судије: Лицис, Столаровс Летонија |
| 9. децембар 2009. 19:15 | Булат, Вертен 3 | (11 – 11) | Регелхут 6 | Сужу спортски центар, Сужу Гледалаца: 700 Судије: Лицис, Столаровс Летонија |
| 9. децембар 2009. 19:15 | 1× 3×           | (детаљи)  | 2×         | Сужу спортски центар, Сужу Гледалаца: 700 Судије: Лицис, Столаровс Летонија |

| 9. децембар 2009. 21:15 | Румунија  | 39 – 22   | Тунис    | Сужу спортски центар, Сужу Гледалаца: 200 Судије: Гусева, Вартаниан Русија |
| 9. децембар 2009. 21:15 | Пускасу 7 | (23 – 10) | Куилди 6 | Сужу спортски центар, Сужу Гледалаца: 200 Судије: Гусева, Вартаниан Русија |
| 9. децембар 2009. 21:15 | 2×        | (детаљи)  | 2× 1×    | Сужу спортски центар, Сужу Гледалаца: 200 Судије: Гусева, Вартаниан Русија |

| 10. децембар 2009. 17:15 | Тунис         | 34 – 16  | Чиле      | Сужу спортски центар, Сужу Гледалаца: 100 Судије: Чен, Лу Кина |
| 10. децембар 2009. 17:15 | Мсад, Чебах 8 | (21 – 7) | Мусалем 6 | Сужу спортски центар, Сужу Гледалаца: 100 Судије: Чен, Лу Кина |
| 10. децембар 2009. 17:15 | 2×            | (детаљи) | 6×        | Сужу спортски центар, Сужу Гледалаца: 100 Судије: Чен, Лу Кина |

| 10. децембар 2009. 19:15 | Норвешка             | 25 – 24   | Румунија | Сужу спортски центар, Сужу Гледалаца: 1.000 Судије: Бруновски, Канда Словачка |
| 10. децембар 2009. 19:15 | Ностволд, Регелхут 5 | (14 – 12) | Неагу 9  | Сужу спортски центар, Сужу Гледалаца: 1.000 Судије: Бруновски, Канда Словачка |
| 10. децембар 2009. 19:15 | 3×                   | (детаљи)  | 2×       | Сужу спортски центар, Сужу Гледалаца: 1.000 Судије: Бруновски, Канда Словачка |

| 10. децембар 2009. 21:15 | Мађарска | 35 – 28   | Јапан  | Сужу спортски центар, Сужу Гледалаца: 300 Судије: Гејпел, Хелбиг Немачка |
| 10. децембар 2009. 21:15 | Тот 8    | (15 – 14) | Фуџи 8 | Сужу спортски центар, Сужу Гледалаца: 300 Судије: Гејпел, Хелбиг Немачка |
| 10. децембар 2009. 21:15 | 3×       | (детаљи)  | 1× 3×  | Сужу спортски центар, Сужу Гледалаца: 300 Судије: Гејпел, Хелбиг Немачка |

| Плас. | Екипа    | И | П | Н | ПО | ГД  | ГП  | ГР   | Бодови |
| ----- | -------- | - | - | - | -- | --- | --- | ---- | ------ |
| 1.    | Норвешка | 5 | 5 | 0 | 0  | 164 | 102 | +62  | 10     |
| 2.    | Румунија | 5 | 4 | 0 | 1  | 182 | 117 | +65  | 8      |
| 3.    | Мађарска | 5 | 3 | 0 | 2  | 160 | 123 | +37  | 6      |
| 4.    | Јапан    | 5 | 1 | 1 | 3  | 144 | 156 | -12  | 3      |
| 5.    | Тунис    | 5 | 1 | 1 | 3  | 137 | 155 | -18  | 3      |
| 6.    | Чиле     | 5 | 0 | 0 | 5  | 81  | 215 | -134 | 0      |

### Група Д
| 5. децембар 2009. 15:30 | Јужна Кореја | 39 – 21   | Казахстан  | Чангжу Олимпијски спортски центар, Чангжу Гледалаца: 500 Судије: Гателис, Мазеика Литванија |
| 5. децембар 2009. 15:30 | Ј. Јунг 8    | (17 – 14) | Јегунова 6 | Чангжу Олимпијски спортски центар, Чангжу Гледалаца: 500 Судије: Гателис, Мазеика Литванија |
| 5. децембар 2009. 15:30 | 3× 2×        | (детаљи)  | 3× 4×      | Чангжу Олимпијски спортски центар, Чангжу Гледалаца: 500 Судије: Гателис, Мазеика Литванија |

| 5. децембар 2009. 17:30 | Шпанија          | 29 – 18  | Обала Слоноваче      | Чангжу Олимпијски спортски центар, Чангжу Гледалаца: 300 Судије: Ал Мутава, Ал Суваилам Кувајт |
| 5. децембар 2009. 17:30 | Агилар, Бензал 6 | (13 – 9) | Мамбо, Гондо-Бреду 4 | Чангжу Олимпијски спортски центар, Чангжу Гледалаца: 300 Судије: Ал Мутава, Ал Суваилам Кувајт |
| 5. децембар 2009. 17:30 | 4× 3×            | (детаљи) | 3×                   | Чангжу Олимпијски спортски центар, Чангжу Гледалаца: 300 Судије: Ал Мутава, Ал Суваилам Кувајт |

| 5. децембар 2009. 19:30 | Кина            | 26 – 15  | Аргентина | Чангжу Олимпијски спортски центар, Чангжу Гледалаца: 2.500 Судије: Гјединг, Хансен Данска |
| 5. децембар 2009. 19:30 | Веи К., Ли Ј. 6 | (12 – 6) | Десилио 7 | Чангжу Олимпијски спортски центар, Чангжу Гледалаца: 2.500 Судије: Гјединг, Хансен Данска |
| 5. децембар 2009. 19:30 | 6× 3×           | (детаљи) | 3×        | Чангжу Олимпијски спортски центар, Чангжу Гледалаца: 2.500 Судије: Гјединг, Хансен Данска |

| 6. децембар 2009. 15:30 | Обала Слоноваче | 26 – 35   | Јужна Кореја | Чангжу Олимпијски спортски центар, Чангжу Гледалаца: 300 Судије: Гјединг, Хансен Данска |
| 6. децембар 2009. 15:30 | Гондо-Бреду 6   | (13 – 15) | Ким О. 8     | Чангжу Олимпијски спортски центар, Чангжу Гледалаца: 300 Судије: Гјединг, Хансен Данска |
| 6. децембар 2009. 15:30 | 5× 3×           | (детаљи)  | 4× 3×        | Чангжу Олимпијски спортски центар, Чангжу Гледалаца: 300 Судије: Гјединг, Хансен Данска |

| 6. децембар 2009. 17:30 | Аргентина | 15 – 33  | Шпанија  | Чангжу Олимпијски спортски центар, Чангжу Гледалаца: 500 Судије: Гателис, Мазеика Литванија |
| 6. децембар 2009. 17:30 | Десилио 5 | (9 – 14) | Агилар 9 | Чангжу Олимпијски спортски центар, Чангжу Гледалаца: 500 Судије: Гателис, Мазеика Литванија |
| 6. децембар 2009. 17:30 | 7× 3×     | (детаљи) | 4× 3×    | Чангжу Олимпијски спортски центар, Чангжу Гледалаца: 500 Судије: Гателис, Мазеика Литванија |

| 6. децембар 2009. 19:30 | Казахстан   | 13 - 25  | Кина    | Чангжу Олимпијски спортски центар, Чангжу Гледалаца: 2.500 Судије: К. Бонавентура, Ј. Бонавентура Француска |
| 6. децембар 2009. 19:30 | Јаковљева 5 | (7 - 9)  | Ли В. 7 | Чангжу Олимпијски спортски центар, Чангжу Гледалаца: 2.500 Судије: К. Бонавентура, Ј. Бонавентура Француска |
| 6. децембар 2009. 19:30 | 3× 2×       | (детаљи) | 1× 2×   | Чангжу Олимпијски спортски центар, Чангжу Гледалаца: 2.500 Судије: К. Бонавентура, Ј. Бонавентура Француска |

| 7. децембар 2009. 14:30 | Обала Слоноваче         | 19 – 19   | Аргентина | Чангжу Олимпијски спортски центар, Чангжу Гледалаца: 500 Судије: Ал Мутава, Ал Суваилам Кувајт |
| 7. децембар 2009. 14:30 | Кујо, Мамбо, Карамоко 4 | (11 – 10) | Мендоза 7 | Чангжу Олимпијски спортски центар, Чангжу Гледалаца: 500 Судије: Ал Мутава, Ал Суваилам Кувајт |
| 7. децембар 2009. 14:30 | 5× 3× 1×                | (детаљи)  | 3× 4×     | Чангжу Олимпијски спортски центар, Чангжу Гледалаца: 500 Судије: Ал Мутава, Ал Суваилам Кувајт |

| 7. децембар 2009. 16:30 | Јужна Кореја            | 33 – 25   | Кина    | Чангжу Олимпијски спортски центар, Чангжу Гледалаца: 5.000 Судије: Гателис, Мазеика Литванија |
| 7. децембар 2009. 16:30 | Ву С., Ким O., Мун П. 7 | (17 – 13) | Ли В. 8 | Чангжу Олимпијски спортски центар, Чангжу Гледалаца: 5.000 Судије: Гателис, Мазеика Литванија |
| 7. децембар 2009. 16:30 | 1× 3×                   | (детаљи)  | 4× 3×   | Чангжу Олимпијски спортски центар, Чангжу Гледалаца: 5.000 Судије: Гателис, Мазеика Литванија |

| 7. децембар 2009. 18:30 | Шпанија | 30 – 12  | Казахстан  | Чангжу Олимпијски спортски центар, Чангжу Гледалаца: 200 Судије: Гјединг, Хансен Данска |
| 7. децембар 2009. 18:30 | Манге 6 | (12 – 5) | Јефимова 3 | Чангжу Олимпијски спортски центар, Чангжу Гледалаца: 200 Судије: Гјединг, Хансен Данска |
| 7. децембар 2009. 18:30 | 1× 3×   | (детаљи) | 4× 2×      | Чангжу Олимпијски спортски центар, Чангжу Гледалаца: 200 Судије: Гјединг, Хансен Данска |

| 9. децембар 2009. 14:30 | Казахстан | 22 – 30   | Обала Слоноваче | Чангжу Олимпијски спортски центар, Чангжу Гледалаца: 200 Судије: Гателис, Мазеика Литванија |
| 9. децембар 2009. 14:30 | Козлова 7 | (13 – 13) | Мамбо 10        | Чангжу Олимпијски спортски центар, Чангжу Гледалаца: 200 Судије: Гателис, Мазеика Литванија |
| 9. децембар 2009. 14:30 | 2× 3×     | (детаљи)  | 3×              | Чангжу Олимпијски спортски центар, Чангжу Гледалаца: 200 Судије: Гателис, Мазеика Литванија |

| 9. децембар 2009. 16:30 | Кина     | 12 – 27  | Шпанија | Чангжу Олимпијски спортски центар, Чангжу Гледалаца: 2.000 Судије: К. Бонавентура, Ј. Бонавентура Француска |
| 9. децембар 2009. 16:30 | Лиу К. 4 | (9 – 11) | Манге 7 | Чангжу Олимпијски спортски центар, Чангжу Гледалаца: 2.000 Судије: К. Бонавентура, Ј. Бонавентура Француска |
| 9. децембар 2009. 16:30 | 4× 3×    | (детаљи) | 3×      | Чангжу Олимпијски спортски центар, Чангжу Гледалаца: 2.000 Судије: К. Бонавентура, Ј. Бонавентура Француска |

| 9. децембар 2009. 18:30 | Јужна Кореја                    | 36 – 15   | Аргентина | Чангжу Олимпијски спортски центар, Чангжу Гледалаца: 200 Судије: Ал Мутава, Ал Суваилам Кувајт |
| 9. децембар 2009. 18:30 | Ли С., Нам Х., Парк Х., Ју Х. 5 | (19 – 10) | Бјанки 4  | Чангжу Олимпијски спортски центар, Чангжу Гледалаца: 200 Судије: Ал Мутава, Ал Суваилам Кувајт |
| 9. децембар 2009. 18:30 | 3×                              | (детаљи)  | 6× 3×     | Чангжу Олимпијски спортски центар, Чангжу Гледалаца: 200 Судије: Ал Мутава, Ал Суваилам Кувајт |

| 10. децембар 2009. 14:30 | Аргентина | 24 – 28   | Казахстан  | Чангжу Олимпијски спортски центар, Чангжу Гледалаца: 100 Судије: К. Бонавентура, Ј. Бонавентура Француска |
| 10. децембар 2009. 14:30 | Мендоза 7 | (11 – 12) | Пикалова 7 | Чангжу Олимпијски спортски центар, Чангжу Гледалаца: 100 Судије: К. Бонавентура, Ј. Бонавентура Француска |
| 10. децембар 2009. 14:30 | 7× 3×     | (детаљи)  | 7× 3×      | Чангжу Олимпијски спортски центар, Чангжу Гледалаца: 100 Судије: К. Бонавентура, Ј. Бонавентура Француска |

| 10. децембар 2009. 16:30 | Кина     | 35 – 21   | Обала Слоноваче      | Чангжу Олимпијски спортски центар, Чангжу Гледалаца: 2.500 Судије: Гателис, Мазеика Литванија |
| 10. децембар 2009. 16:30 | Веи К. 8 | (18 – 11) | Мамбо, Гондо-Бреду 5 | Чангжу Олимпијски спортски центар, Чангжу Гледалаца: 2.500 Судије: Гателис, Мазеика Литванија |
| 10. децембар 2009. 16:30 | 2×       | (детаљи)  | 2× 3×                | Чангжу Олимпијски спортски центар, Чангжу Гледалаца: 2.500 Судије: Гателис, Мазеика Литванија |

| 10. децембар 2009. 18:30 | Шпанија  | 28 – 27   | Јужна Кореја        | Чангжу Олимпијски спортски центар, Чангжу Гледалаца: 500 Судије: Гјединг, Хансен Данска |
| 10. децембар 2009. 18:30 | Агилар 8 | (15 - 15) | Јунг J., Мјунг Б. 6 | Чангжу Олимпијски спортски центар, Чангжу Гледалаца: 500 Судије: Гјединг, Хансен Данска |
| 10. децембар 2009. 18:30 | 5× 3×    | (детаљи)  | 2× 4×               | Чангжу Олимпијски спортски центар, Чангжу Гледалаца: 500 Судије: Гјединг, Хансен Данска |

| Плас. | Екипа           | И | П | Н | ПО | ГД  | ГП  | ГР  | Бодови |
| ----- | --------------- | - | - | - | -- | --- | --- | --- | ------ |
| 1.    | Шпанија         | 5 | 5 | 0 | 0  | 147 | 86  | +63 | 10     |
| 2.    | Јужна Кореја    | 5 | 4 | 0 | 1  | 170 | 115 | +55 | 8      |
| 3.    | Кина            | 5 | 3 | 0 | 2  | 123 | 109 | +14 | 6      |
| 4.    | Обала Слоноваче | 5 | 1 | 1 | 3  | 114 | 140 | -26 | 3      |
| 5.    | Казахстан       | 5 | 1 | 0 | 4  | 96  | 148 | -52 | 2      |
| 6.    | Аргентина       | 5 | 0 | 1 | 4  | 88  | 142 | -54 | 1      |

## Други круг
|  | Екипа се пласирала у полуфинале                |
|  | Екипа наставља такмичење утакмицама за пласман |

### Група 1
| 12. децембар 2009. 17:00 | Немачка   | 22 – 34   | Русија  | Јангжу спортски центар, Јангжу Гледалаца: 2.500 Судије: Марина, Миноре Аргентина |
| 12. децембар 2009. 17:00 | Нојкамп 8 | (13 – 16) | Туреј 6 | Јангжу спортски центар, Јангжу Гледалаца: 2.500 Судије: Марина, Миноре Аргентина |
| 12. децембар 2009. 17:00 | 5× 3×     | (детаљи)  | 3× 4×   | Јангжу спортски центар, Јангжу Гледалаца: 2.500 Судије: Марина, Миноре Аргентина |

| 12. децембар 2009. 19:00 | Француска              | 33 – 24  | Ангола            | Јангжу спортски центар, Јангжу Гледалаца: 2.800 Судије: Хорват, Мартон Мађарска |
| 12. децембар 2009. 19:00 | Гудџо, Дероин, Сињат 4 | (15 – 9) | Виегас, Таварес 5 | Јангжу спортски центар, Јангжу Гледалаца: 2.800 Судије: Хорват, Мартон Мађарска |
| 12. децембар 2009. 19:00 | 2× 4×                  | (детаљи) | 7× 4×             | Јангжу спортски центар, Јангжу Гледалаца: 2.800 Судије: Хорват, Мартон Мађарска |

| 12. децембар 2009. 21:00 | Данска      | 30 – 27   | Аустрија          | Јангжу спортски центар, Јангжу Гледалаца: 2.600 Судије: Андерсен, Содал Норвешка |
| 12. децембар 2009. 21:00 | Мортеншен 8 | (15 – 16) | Енгел, Спиридон 6 | Јангжу спортски центар, Јангжу Гледалаца: 2.600 Судије: Андерсен, Содал Норвешка |
| 12. децембар 2009. 21:00 | 2×          | (детаљи)  | 2× 3×             | Јангжу спортски центар, Јангжу Гледалаца: 2.600 Судије: Андерсен, Содал Норвешка |

| 13. децембар 2009. 17:00 | Аустрија | 26 – 29   | Немачка | Јангжу спортски центар, Јангжу Гледалаца: 2.000 Судије: Хорват, Мартон Мађарска |
| 13. децембар 2009. 17:00 | Субке 7  | (14 – 12) | Милер 7 | Јангжу спортски центар, Јангжу Гледалаца: 2.000 Судије: Хорват, Мартон Мађарска |
| 13. децембар 2009. 17:00 | 5× 4× 1× | (детаљи)  | 6× 3×   | Јангжу спортски центар, Јангжу Гледалаца: 2.000 Судије: Хорват, Мартон Мађарска |

| 13. децембар 2009. 19:00 | Русија    | 23 - 24   | Француска        | Јангжу спортски центар, Јангжу Гледалаца: 2.500 Судије: Андерсен, Содал Норвешка |
| 13. децембар 2009. 19:00 | Кмирова 7 | (14 - 12) | Баудуин, Лимал 5 | Јангжу спортски центар, Јангжу Гледалаца: 2.500 Судије: Андерсен, Содал Норвешка |
| 13. децембар 2009. 19:00 | 3×        | (детаљи)  | 3×               | Јангжу спортски центар, Јангжу Гледалаца: 2.500 Судије: Андерсен, Содал Норвешка |

| 13. децембар 2009. 21:00 | Ангола                   | 28 - 23   | Данска     | Јангжу спортски центар, Јангжу Гледалаца: 2.500 Судије: Гателис, Мазеика Литванија |
| 13. децембар 2009. 21:00 | Таварес, Киала, Карлос 6 | (14 - 14) | Троелсен 9 | Јангжу спортски центар, Јангжу Гледалаца: 2.500 Судије: Гателис, Мазеика Литванија |
| 13. децембар 2009. 21:00 | 5×                       | (детаљи)  | 6× 4×      | Јангжу спортски центар, Јангжу Гледалаца: 2.500 Судије: Гателис, Мазеика Литванија |

| 15. децембар 2009. 17:00 | Немачка          | 25 – 21   | Ангола   | Јангжу спортски центар, Јангжу Гледалаца: 1.000 Судије: Хорват, Мартон Мађарска |
| 15. децембар 2009. 17:00 | Милер, Нојкамп 4 | (12 – 13) | Карлос 8 | Јангжу спортски центар, Јангжу Гледалаца: 1.000 Судије: Хорват, Мартон Мађарска |
| 15. децембар 2009. 17:00 | 2× 3×            | (детаљи)  | 8× 4× 1× | Јангжу спортски центар, Јангжу Гледалаца: 1.000 Судије: Хорват, Мартон Мађарска |

| 15. децембар 2009. 19:00 | Француска  | 35 – 20   | Аустрија | Јангжу спортски центар, Јангжу Гледалаца: 2.500 Судије: Марина, Миноре Аргентина |
| 15. децембар 2009. 19:00 | Баудуин 10 | (19 – 12) | Енгел 11 | Јангжу спортски центар, Јангжу Гледалаца: 2.500 Судије: Марина, Миноре Аргентина |
| 15. децембар 2009. 19:00 | 6× 3×      | (детаљи)  | 7× 4× 1× | Јангжу спортски центар, Јангжу Гледалаца: 2.500 Судије: Марина, Миноре Аргентина |

| 15. децембар 2009. 21:00 | Данска      | 25 – 30   | Русија     | Јангжу спортски центар, Јангжу Гледалаца: 2.500 Судије: Ралуј, Сабросо Шпанија |
| 15. децембар 2009. 21:00 | Мортеншен 8 | (12 – 13) | Постнова 8 | Јангжу спортски центар, Јангжу Гледалаца: 2.500 Судије: Ралуј, Сабросо Шпанија |
| 15. децембар 2009. 21:00 | 4×          | (детаљи)  | 4× 2×      | Јангжу спортски центар, Јангжу Гледалаца: 2.500 Судије: Ралуј, Сабросо Шпанија |

| Плас. | Екипа     | И | П | Н | ПО | ГД  | ГП  | ГР  | Бодови |
| ----- | --------- | - | - | - | -- | --- | --- | --- | ------ |
| 1.    | Француска | 5 | 4 | 0 | 1  | 137 | 106 | +31 | 8      |
| 2.    | Русија    | 5 | 4 | 0 | 1  | 142 | 111 | +31 | 8      |
| 3.    | Данска    | 5 | 3 | 0 | 2  | 129 | 127 | +2  | 6      |
| 4.    | Немачка   | 5 | 2 | 0 | 3  | 117 | 137 | -20 | 4      |
| 5.    | Аустрија  | 5 | 1 | 0 | 4  | 120 | 147 | -27 | 2      |
| 6.    | Ангола    | 5 | 1 | 0 | 4  | 115 | 132 | -17 | 2      |

### Група 2
| 12. децембар 2009. 17:15 | Румунија           | 40 – 19   | Кина     | Сужу спортски центар, Сужу Гледалаца: 1.500 Судије: К. Бонавентура, Ј. Бонавентура Француска |
| 12. децембар 2009. 17:15 | Пускасу, Варзару 6 | (21 – 12) | Лан К. 5 | Сужу спортски центар, Сужу Гледалаца: 1.500 Судије: К. Бонавентура, Ј. Бонавентура Француска |
| 12. децембар 2009. 17:15 | 3×                 | (детаљи)  | 2× 3×    | Сужу спортски центар, Сужу Гледалаца: 1.500 Судије: К. Бонавентура, Ј. Бонавентура Француска |

| 12. децембар 2009. 19:15 | Норвешка   | 27 – 28   | Јужна Кореја | Сужу спортски центар, Сужу Гледалаца: 500 Судије: Гејпел, Хелбиг Немачка |
| 12. децембар 2009. 19:15 | Ностволд 5 | (14 – 13) | Еунхе 7      | Сужу спортски центар, Сужу Гледалаца: 500 Судије: Гејпел, Хелбиг Немачка |
| 12. децембар 2009. 19:15 | 3× 2×      | (детаљи)  | 3× 2×        | Сужу спортски центар, Сужу Гледалаца: 500 Судије: Гејпел, Хелбиг Немачка |

| 12. децембар 2009. 21:15 | Мађарска | 21 – 21  | Шпанија  | Сужу спортски центар, Сужу Гледалаца: 500 Судије: Бруновски, Канда Словачка |
| 12. децембар 2009. 21:15 | Зачик 5  | (8 – 10) | Мартин 6 | Сужу спортски центар, Сужу Гледалаца: 500 Судије: Бруновски, Канда Словачка |
| 12. децембар 2009. 21:15 | 6× 3× 1× | (детаљи) | 3× 2×    | Сужу спортски центар, Сужу Гледалаца: 500 Судије: Бруновски, Канда Словачка |

| 13. децембар 2009. 17:15 | Јужна Кореја    | 28 – 28   | Мађарска | Сужу спортски центар, Сужу Гледалаца: 500 Судије: К. Бонавентура, Ј. Бонавентура Француска |
| 13. децембар 2009. 17:15 | Ким O., Ли Е. 5 | (11 – 17) | Зачик 8  | Сужу спортски центар, Сужу Гледалаца: 500 Судије: К. Бонавентура, Ј. Бонавентура Француска |
| 13. децембар 2009. 17:15 | 2× 3×           | (детаљи)  | 7× 4×    | Сужу спортски центар, Сужу Гледалаца: 500 Судије: К. Бонавентура, Ј. Бонавентура Француска |

| 13. децембар 2009. 19:15 | Кина    | 19 – 34   | Норвешка   | Сужу спортски центар, Сужу Гледалаца: 800 Судије: Бруновски, Канда Словачка |
| 13. децембар 2009. 19:15 | Ли В. 5 | (10 – 18) | Регелхут 7 | Сужу спортски центар, Сужу Гледалаца: 800 Судије: Бруновски, Канда Словачка |
| 13. децембар 2009. 19:15 | 3×      | (детаљи)  | 1× 2×      | Сужу спортски центар, Сужу Гледалаца: 800 Судије: Бруновски, Канда Словачка |

| 13. децембар 2009. 21:15 | Шпанија | 26 – 25   | Румунија | Сужу спортски центар, Сужу Гледалаца: 500 Судије: Гјединг, Хансен Данска |
| 13. децембар 2009. 21:15 | Манге 8 | (14 – 12) | Амареи 6 | Сужу спортски центар, Сужу Гледалаца: 500 Судије: Гјединг, Хансен Данска |
| 13. децембар 2009. 21:15 | 3×      | (детаљи)  | 3× 2×    | Сужу спортски центар, Сужу Гледалаца: 500 Судије: Гјединг, Хансен Данска |

| 15. децембар 2009. 17:15 | Мађарска | 25 – 21   | Кина    | Сужу спортски центар, Сужу Гледалаца: 3.000 Судије: Флореску, Дута Румунија |
| 15. децембар 2009. 17:15 | Зачик 8  | (14 – 10) | Ли В. 9 | Сужу спортски центар, Сужу Гледалаца: 3.000 Судије: Флореску, Дута Румунија |
| 15. децембар 2009. 17:15 | 2×       | (детаљи)  | 4× 3×   | Сужу спортски центар, Сужу Гледалаца: 3.000 Судије: Флореску, Дута Румунија |

| 15. децембар 2009. 19:15 | Норвешка   | 27 – 24  | Шпанија  | Сужу спортски центар, Сужу Гледалаца: 2.000 Судије: Гјединг, Хансен Данска |
| 15. децембар 2009. 19:15 | Регелхут 7 | (8 – 14) | Агилар 6 | Сужу спортски центар, Сужу Гледалаца: 2.000 Судије: Гјединг, Хансен Данска |
| 15. децембар 2009. 19:15 | 5× 2×      | (детаљи) | 4× 3×    | Сужу спортски центар, Сужу Гледалаца: 2.000 Судије: Гјединг, Хансен Данска |

| 15. децембар 2009. 21:15 | Румунија            | 34 – 34  | Јужна Кореја | Сужу спортски центар, Сужу Гледалаца: 1.000 Судије: Гејпел, Хелбиг Немачка |
| 15. децембар 2009. 21:15 | Варзару, Лекушану 6 | (13– 19) | Јунг J. 9    | Сужу спортски центар, Сужу Гледалаца: 1.000 Судије: Гејпел, Хелбиг Немачка |
| 15. децембар 2009. 21:15 | 1× 3×               | (детаљи) | 3×           | Сужу спортски центар, Сужу Гледалаца: 1.000 Судије: Гејпел, Хелбиг Немачка |

| Плас. | Екипа        | И | П | Н | ПО | ГД  | ГП  | ГР  | Бодови |
| ----- | ------------ | - | - | - | -- | --- | --- | --- | ------ |
| 1.    | Норвешка     | 5 | 4 | 0 | 1  | 138 | 114 | +24 | 8      |
| 2.    | Шпанија      | 5 | 3 | 1 | 1  | 126 | 112 | +14 | 7      |
| 3.    | Јужна Кореја | 5 | 2 | 2 | 1  | 150 | 142 | +8  | 6      |
| 4.    | Румунија     | 5 | 2 | 1 | 2  | 154 | 129 | +25 | 5      |
| 5.    | Мађарска     | 5 | 1 | 2 | 2  | 118 | 126 | -8  | 4      |
| 6.    | Кина         | 5 | 0 | 0 | 5  | 96  | 159 | -63 | 0      |

## Президент куп

### Група 1
| 12. децембар 2009. 19:00 | Бразил                     | 45 – 12  | Аустралија           | Вукси спортски центар, Вукси Гледалаца: 100 Судије: Чен, Лу Кина |
| 12. децембар 2009. 19:00 | Да Силва Ф., Да Силва Р. 9 | (20 – 7) | Соренсен, Брунберг 3 | Вукси спортски центар, Вукси Гледалаца: 100 Судије: Чен, Лу Кина |
| 12. децембар 2009. 19:00 | 3×                         | (детаљи) | 2× 3×                | Вукси спортски центар, Вукси Гледалаца: 100 Судије: Чен, Лу Кина |

| 12. децембар 2009. 15:00 | Конго        | 30 – 38   | Украјина                | Вукси спортски центар, Вукси Гледалаца: 98 Судије: Флореску, Дута Румунија |
| 12. децембар 2009. 15:00 | Итуа Ацоно 9 | (16 – 20) | Цибуленко, Манахарова 7 | Вукси спортски центар, Вукси Гледалаца: 98 Судије: Флореску, Дута Румунија |
| 12. децембар 2009. 15:00 | 1× 3×        | (детаљи)  | 3× 1×                   | Вукси спортски центар, Вукси Гледалаца: 98 Судије: Флореску, Дута Румунија |

| 12. децембар 2009. 17:00 | Шведска      | 49 – 18  | Тајланд     | Вукси спортски центар, Вукси Гледалаца: 150 Судије: Опава, Валек Чешка |
| 12. децембар 2009. 17:00 | Скогсберг 12 | (19 – 8) | Суфасанан 6 | Вукси спортски центар, Вукси Гледалаца: 150 Судије: Опава, Валек Чешка |
| 12. децембар 2009. 17:00 | 1× 3×        | (детаљи) | 7× 3×       | Вукси спортски центар, Вукси Гледалаца: 150 Судије: Опава, Валек Чешка |

| 13. децембар 2009. 17:00 | Украјина | 30 – 36   | Бразил     | Вукси спортски центар, Вукси Гледалаца: 200 Судије: Бехи, Фарах Тунис |
| 13. децембар 2009. 17:00 | Љапина 6 | (20 – 20) | Пињеиро 10 | Вукси спортски центар, Вукси Гледалаца: 200 Судије: Бехи, Фарах Тунис |
| 13. децембар 2009. 17:00 | 5× 3×    | (детаљи)  | 6× 3×      | Вукси спортски центар, Вукси Гледалаца: 200 Судије: Бехи, Фарах Тунис |

| 13. децембар 2009. 19:00 | Аустралија | 21 – 66  | Шведска  | Вукси спортски центар, Вукси Гледалаца: 35 Судије: Флореску, Дута Румунија |
| 13. децембар 2009. 19:00 | Соренсен 6 | (8 – 26) | Босон 12 | Вукси спортски центар, Вукси Гледалаца: 35 Судије: Флореску, Дута Румунија |
| 13. децембар 2009. 19:00 | 6× 3×      | (детаљи) | 1×       | Вукси спортски центар, Вукси Гледалаца: 35 Судије: Флореску, Дута Румунија |

| 13. децембар 2009. 15:00 | Тајланд    | 24 – 32   | Конго     | Вукси спортски центар, Вукси Гледалаца: 25 Судије: Чен, Лу Кина |
| 13. децембар 2009. 15:00 | Танават 10 | (11 – 12) | Мавунгу 7 | Вукси спортски центар, Вукси Гледалаца: 25 Судије: Чен, Лу Кина |
| 13. децембар 2009. 15:00 | 2× 3×      | (детаљи)  | 4× 2×     | Вукси спортски центар, Вукси Гледалаца: 25 Судије: Чен, Лу Кина |

| 14. децембар 2009. 15:00 | Конго               | 33 – 22  | Аустралија      | Вукси спортски центар, Вукси Гледалаца: 25 Судије: Чен, Лу Кина |
| 14. децембар 2009. 15:00 | Ококо, Итуа Ацоно 6 | (14 – 9) | Худсон-Гоферс 7 | Вукси спортски центар, Вукси Гледалаца: 25 Судије: Чен, Лу Кина |
| 14. децембар 2009. 15:00 | 1× 3×               | (детаљи) | 3×              | Вукси спортски центар, Вукси Гледалаца: 25 Судије: Чен, Лу Кина |

| 14. децембар 2009. 17:00 | Бразил        | 44 – 19  | Тајланд     | Вукси спортски центар, Вукси Гледалаца: 200 Судије: Флореску, Дута Румунија |
| 14. децембар 2009. 17:00 | Да Силва Ф. 8 | (27 – 9) | Суфасанан 6 | Вукси спортски центар, Вукси Гледалаца: 200 Судије: Флореску, Дута Румунија |
| 14. децембар 2009. 17:00 | 1× 2×         | (детаљи) | 3×          | Вукси спортски центар, Вукси Гледалаца: 200 Судије: Флореску, Дута Румунија |

| 14. децембар 2009. 19:00 | Шведска   | 34 – 31   | Украјина       | Вукси спортски центар, Вукси Гледалаца: 25 Судије: Опава, Валек Чешка |
| 14. децембар 2009. 19:00 | Викенштен | (16 – 17) | Николајенко 10 | Вукси спортски центар, Вукси Гледалаца: 25 Судије: Опава, Валек Чешка |
| 14. децембар 2009. 19:00 | 3×        | (детаљи)  | 5× 4×          | Вукси спортски центар, Вукси Гледалаца: 25 Судије: Опава, Валек Чешка |

| Плас. | Екипа      | И | П | Н | ПО | ГД  | ГП  | ГР   | Бодови |
| ----- | ---------- | - | - | - | -- | --- | --- | ---- | ------ |
| 1.    | Шведска    | 5 | 5 | 0 | 0  | 203 | 112 | +91  | 10     |
| 2.    | Бразил     | 5 | 4 | 0 | 1  | 184 | 115 | +69  | 8      |
| 3.    | Украјина   | 5 | 3 | 0 | 2  | 180 | 120 | +60  | 6      |
| 4.    | Конго      | 5 | 2 | 0 | 3  | 142 | 148 | -6   | 4      |
| 5.    | Тајланд    | 5 | 1 | 0 | 4  | 99  | 186 | -87  | 2      |
| 6.    | Аустралија | 5 | 0 | 0 | 5  | 80  | 209 | -129 | 0      |

### Група 2
| 12. децембар 2009. 19:00 | Тунис   | 32 – 22   | Аргентина  | Жангђиаганг спортски центар, Жангђиаганг Гледалаца: 100 Судије: Гусева, Вартаниан Русија |
| 12. децембар 2009. 19:00 | Тоуми 8 | (13 – 12) | Десилио 10 | Жангђиаганг спортски центар, Жангђиаганг Гледалаца: 100 Судије: Гусева, Вартаниан Русија |
| 12. децембар 2009. 19:00 | 2×      | (детаљи)  | 4× 3× 1×   | Жангђиаганг спортски центар, Жангђиаганг Гледалаца: 100 Судије: Гусева, Вартаниан Русија |

| 12. децембар 2009. 17:00 | Чиле      | 19 – 28   | Обала Слоноваче | Жангђиаганг спортски центар, Жангђиаганг Гледалаца: 100 Судије: Ал Мутава, Ал Суваилам Кувајт |
| 12. децембар 2009. 17:00 | Фојчман 5 | (12 – 15) | Гондо-Бреду     | Жангђиаганг спортски центар, Жангђиаганг Гледалаца: 100 Судије: Ал Мутава, Ал Суваилам Кувајт |
| 12. децембар 2009. 17:00 | 5× 3× 1×  | (детаљи)  | 2× 3×           | Жангђиаганг спортски центар, Жангђиаганг Гледалаца: 100 Судије: Ал Мутава, Ал Суваилам Кувајт |

| 12. децембар 2009. 15:00 | Јапан  | 33 – 17   | Казахстан | Жангђиаганг спортски центар, Жангђиаганг Гледалаца: 100 Судије: Лицис, Столаровс Летонија |
| 12. децембар 2009. 15:00 | Фуџи 9 | (15 – 11) | Козлова 5 | Жангђиаганг спортски центар, Жангђиаганг Гледалаца: 100 Судије: Лицис, Столаровс Летонија |
| 12. децембар 2009. 15:00 | 1× 3×  | (детаљи)  | 1× 3×     | Жангђиаганг спортски центар, Жангђиаганг Гледалаца: 100 Судије: Лицис, Столаровс Летонија |

| 13. децембар 2009. 15:00 | Обала Слоноваче | 27 – 39   | Тунис    | Жангђиаганг спортски центар, Жангђиаганг Гледалаца: 100 Судије: Лицис, Столаровс Летонија |
| 13. децембар 2009. 15:00 | Гондо-Бреду 10  | (16 – 14) | Чебах 10 | Жангђиаганг спортски центар, Жангђиаганг Гледалаца: 100 Судије: Лицис, Столаровс Летонија |
| 13. децембар 2009. 15:00 | 1× 4× 1×        | (детаљи)  | 2× 3×    | Жангђиаганг спортски центар, Жангђиаганг Гледалаца: 100 Судије: Лицис, Столаровс Летонија |

| 13. децембар 2009. 19:00 | Аргентина | 25 – 24   | Јапан  | Жангђиаганг спортски центар, Жангђиаганг Гледалаца: 100 Судије: Лиу С, Лиу Ф. Кина |
| 13. децембар 2009. 19:00 | Десилио 6 | (15 – 12) | Фуџи 8 | Жангђиаганг спортски центар, Жангђиаганг Гледалаца: 100 Судије: Лиу С, Лиу Ф. Кина |
| 13. децембар 2009. 19:00 | 2× 3×     | (детаљи)  | 2× 4×  | Жангђиаганг спортски центар, Жангђиаганг Гледалаца: 100 Судије: Лиу С, Лиу Ф. Кина |

| 13. децембар 2009. 17:00 | Казахстан | 32 – 26   | Чиле     | Жангђиаганг спортски центар, Жангђиаганг Гледалаца: 100 Судије: Гусева, Вартаниан Русија |
| 13. децембар 2009. 17:00 | Кубрина 7 | (18 – 18) | Флорес 8 | Жангђиаганг спортски центар, Жангђиаганг Гледалаца: 100 Судије: Гусева, Вартаниан Русија |
| 13. децембар 2009. 17:00 | 2×        | (детаљи)  | 1× 3×    | Жангђиаганг спортски центар, Жангђиаганг Гледалаца: 100 Судије: Гусева, Вартаниан Русија |

| 14. децембар 2009. 19:00 | Чиле       | 16 – 22  | Аргентина         | Жангђиаганг спортски центар, Жангђиаганг Гледалаца: 100 Судије: Ал Мутава, Ал Суваилам Кувајт |
| 14. децембар 2009. 19:00 | Летелиер 4 | (7 – 10) | Кривели, Бјанки 4 | Жангђиаганг спортски центар, Жангђиаганг Гледалаца: 100 Судије: Ал Мутава, Ал Суваилам Кувајт |
| 14. децембар 2009. 19:00 | 4× 3×      | (детаљи) | 7× 3×             | Жангђиаганг спортски центар, Жангђиаганг Гледалаца: 100 Судије: Ал Мутава, Ал Суваилам Кувајт |

| 14. децембар 2009. 17:00 | Тунис    | 33 – 20   | Казахстан  | Жангђиаганг спортски центар, Жангђиаганг Гледалаца: 100 Судије: Лиу С, Лиу Ф. Кина |
| 14. децембар 2009. 17:00 | Чебах 10 | (15 – 10) | Сујазова 4 | Жангђиаганг спортски центар, Жангђиаганг Гледалаца: 100 Судије: Лиу С, Лиу Ф. Кина |
| 14. децембар 2009. 17:00 | 1× 3×    | (детаљи)  | 3×         | Жангђиаганг спортски центар, Жангђиаганг Гледалаца: 100 Судије: Лиу С, Лиу Ф. Кина |

| 14. децембар 2009. 15:00 | Јапан                              | 32 – 31   | Обала Слоноваче | Жангђиаганг спортски центар, Жангђиаганг Гледалаца: 100 Судије: Гусева, Вартаниан Русија |
| 14. децембар 2009. 15:00 | Такахаши, Камимачи, Уегаки, Фуџи 5 | (16 – 11) | Гондо-Бреду 14  | Жангђиаганг спортски центар, Жангђиаганг Гледалаца: 100 Судије: Гусева, Вартаниан Русија |
| 14. децембар 2009. 15:00 | 3×                                 | (детаљи)  | 5× 3×           | Жангђиаганг спортски центар, Жангђиаганг Гледалаца: 100 Судије: Гусева, Вартаниан Русија |

| Плас. | Екипа           | И | П | Н | ПО | ГД  | ГП  | ГР  | Бодови |
| ----- | --------------- | - | - | - | -- | --- | --- | --- | ------ |
| 1.    | Тунис           | 5 | 4 | 1 | 0  | 169 | 118 | +51 | 9      |
| 2.    | Јапан           | 5 | 3 | 1 | 1  | 158 | 123 | +35 | 7      |
| 3.    | Обала Слоноваче | 5 | 2 | 1 | 2  | 135 | 131 | +4  | 5      |
| 4.    | Аргентина       | 5 | 2 | 1 | 2  | 112 | 119 | 7   | 5      |
| 5.    | Казахстан       | 5 | 2 | 0 | 3  | 121 | 146 | -25 | 4      |
| 6.    | Чиле            | 5 | 0 | 0 | 5  | 96  | 154 | -58 | 0      |

## Утакмице за пласман

### За 23. место
| 15. децембар 2009. 16:30 | Аустралија | 21 – 32  | Чиле      | Вукси спортски центар, Вукси Гледалаца: 43 Судије: Опава, Валек Чешка |
| 15. децембар 2009. 16:30 | Соренсен 4 | (6 – 14) | Мусалем 8 | Вукси спортски центар, Вукси Гледалаца: 43 Судије: Опава, Валек Чешка |
| 15. децембар 2009. 16:30 | 2× 3×      | (детаљи) | 3× 4×     | Вукси спортски центар, Вукси Гледалаца: 43 Судије: Опава, Валек Чешка |

### За 21. место
| 15. децембар 2009. 14:00 | Тајланд   | 27 – 23   | Казахстан  | Вукси спортски центар, Вукси Гледалаца: 25 Судије: Чен С, Лиу М. Кина |
| 15. децембар 2009. 14:00 | Танават 8 | (13 – 13) | Пикалова 6 | Вукси спортски центар, Вукси Гледалаца: 25 Судије: Чен С, Лиу М. Кина |
| 15. децембар 2009. 14:00 | 2×        | (детаљи)  | 2× 3×      | Вукси спортски центар, Вукси Гледалаца: 25 Судије: Чен С, Лиу М. Кина |

### За 19. место
| 15. децембар 2009. 19:00 | Конго        | 26 – 35  | Аргентина | Вукси спортски центар, Вукси Гледалаца: 200 Судије: Бехи, Фарах Тунис |
| 15. децембар 2009. 19:00 | Окоје Мбон 9 | (9 – 18) | Бјанки 11 | Вукси спортски центар, Вукси Гледалаца: 200 Судије: Бехи, Фарах Тунис |
| 15. децембар 2009. 19:00 | 5× 3× 1×     | (детаљи) | 8× 3×     | Вукси спортски центар, Вукси Гледалаца: 200 Судије: Бехи, Фарах Тунис |

### За 17. место
| 15. децембар 2009. 14:00 | Украјина       | 34 – 29   | Обала Слоноваче     | Жангђиаганг спортски центар, Жангђиаганг Гледалаца: 100 Судије: Лиу С, Лиу Ф. Кина |
| 15. децембар 2009. 14:00 | Николајенко 11 | (13 – 11) | Гондо-Бреду, Досо 7 | Жангђиаганг спортски центар, Жангђиаганг Гледалаца: 100 Судије: Лиу С, Лиу Ф. Кина |
| 15. децембар 2009. 14:00 | 2×             | (детаљи)  | 4×                  | Жангђиаганг спортски центар, Жангђиаганг Гледалаца: 100 Судије: Лиу С, Лиу Ф. Кина |

### За 15. место
| 15. децембар 2009. 16:30 | Бразил | 31 – 29   | Јапан  | Жангђиаганг спортски центар, Жангђиаганг Гледалаца: 100 Судије: Лицис, Столаровс Летонија |
| 15. децембар 2009. 16:30 | Лима 6 | (19 – 17) | Фуџи 9 | Жангђиаганг спортски центар, Жангђиаганг Гледалаца: 100 Судије: Лицис, Столаровс Летонија |
| 15. децембар 2009. 16:30 | 3× 4×  | (детаљи)  | 4× 3×  | Жангђиаганг спортски центар, Жангђиаганг Гледалаца: 100 Судије: Лицис, Столаровс Летонија |

### За 13. место
| 15. децембар 2009. 19:00 | Шведска  | 33 – 31 (ET)       | Тунис  | Жангђиаганг спортски центар, Жангђиаганг Гледалаца: 100 Судије: Ал Мутава, Ал Суваилам Кувајт |
| 15. децембар 2009. 19:00 | Гулден 8 | (12 – 10, 26 – 26) | Туми 9 | Жангђиаганг спортски центар, Жангђиаганг Гледалаца: 100 Судије: Ал Мутава, Ал Суваилам Кувајт |
| 15. децембар 2009. 19:00 | 2× 3×    | (детаљи)           | 2× 3×  | Жангђиаганг спортски центар, Жангђиаганг Гледалаца: 100 Судије: Ал Мутава, Ал Суваилам Кувајт |

### За 11. место
| 17. децембар 2009. 16:00 | Ангола   | 26 – 25   | Кина    | Сужу спортски центар, Сужу Гледалаца: 500 Судије: Гусева, Вартаниан Русија |
| 17. децембар 2009. 16:00 | Карлос 8 | (14 – 14) | Ли В. 6 | Сужу спортски центар, Сужу Гледалаца: 500 Судије: Гусева, Вартаниан Русија |
| 17. децембар 2009. 16:00 | 1× 4×    | (детаљи)  | 3×      | Сужу спортски центар, Сужу Гледалаца: 500 Судије: Гусева, Вартаниан Русија |

### За 9. место
| 17. децембар 2009. 13:30 | Аустрија          | 25 – 41   | Мађарска | Сужу спортски центар, Сужу Гледалаца: 200 Судије: Флореску, Дута Румунија |
| 17. децембар 2009. 13:30 | Енгел, Спиридон 7 | (15 – 17) | Тот      | Сужу спортски центар, Сужу Гледалаца: 200 Судије: Флореску, Дута Румунија |
| 17. децембар 2009. 13:30 | 2× 3×             | (детаљи)  | 1× 3×    | Сужу спортски центар, Сужу Гледалаца: 200 Судије: Флореску, Дута Румунија |

### За 7. место
| 17. децембар 2009. 18:30 | Немачка   | 35 – 25   | Румунија | Сужу спортски центар, Сужу Гледалаца: 500 Судије: К. Бонавентура, Ј. Бонавентура Француска |
| 17. децембар 2009. 18:30 | Алтхаус 6 | (20 – 13) | Амареи 7 | Сужу спортски центар, Сужу Гледалаца: 500 Судије: К. Бонавентура, Ј. Бонавентура Француска |
| 17. децембар 2009. 18:30 | 3×        | (детаљи)  | 1× 2×    | Сужу спортски центар, Сужу Гледалаца: 500 Судије: К. Бонавентура, Ј. Бонавентура Француска |

### За 5. место
| 17. децембар 2009. 21:00 | Данска        | 33 – 31   | Јужна Кореја | Сужу спортски центар, Сужу Гледалаца: 500 Судије: Опава, Валек Чешка |
| 17. децембар 2009. 21:00 | Аугустесен 10 | (20 – 15) | Ким O. 9     | Сужу спортски центар, Сужу Гледалаца: 500 Судије: Опава, Валек Чешка |
| 17. децембар 2009. 21:00 | 3×            | (детаљи)  | 1× 2×        | Сужу спортски центар, Сужу Гледалаца: 500 Судије: Опава, Валек Чешка |

## Утакмице за медаље

### Полуфинале
| 18. децембар 2009. 18:30 | Француска       | 27 – 23   | Шпанија | Нанкинг Олимпијски спортски центар, Нанкинг Гледалаца: 6.000 Судије: Гателис, Мазеика Литванија |
| 18. децембар 2009. 18:30 | Ајглон, Сињат 5 | (12 – 10) | Манге 9 | Нанкинг Олимпијски спортски центар, Нанкинг Гледалаца: 6.000 Судије: Гателис, Мазеика Литванија |
| 18. децембар 2009. 18:30 | 6× 4×           | (детаљи)  |         | Нанкинг Олимпијски спортски центар, Нанкинг Гледалаца: 6.000 Судије: Гателис, Мазеика Литванија |

| 18. децембар 2009. 21:15 | Норвешка             | 20 – 28   | Русија     | Нанкинг Олимпијски спортски центар, Нанкинг Гледалаца: 6.500 Судије: Гејпел, Хелбиг Немачка |
| 18. децембар 2009. 21:15 | Фрафјорд, Регелхут 4 | (12 – 17) | Постнова 6 | Нанкинг Олимпијски спортски центар, Нанкинг Гледалаца: 6.500 Судије: Гејпел, Хелбиг Немачка |
| 18. децембар 2009. 21:15 | 2×                   | (детаљи)  | 4× 3×      | Нанкинг Олимпијски спортски центар, Нанкинг Гледалаца: 6.500 Судије: Гејпел, Хелбиг Немачка |

### Утакмица за бронзану медаљу
| 20. децембар 2009. 16:30 | Шпанија                  | 26 – 31  | Норвешка   | Нанкинг Олимпијски спортски центар, Нанкинг Гледалаца: 10.000 Судије: Марина, Миноре Аргентина |
| 20. децембар 2009. 16:30 | Алберто, Манге, Агилар 5 | (9 – 15) | Фрафјорд 7 | Нанкинг Олимпијски спортски центар, Нанкинг Гледалаца: 10.000 Судије: Марина, Миноре Аргентина |
| 20. децембар 2009. 16:30 | 6× 3×                    | (детаљи) | 7× 3×      | Нанкинг Олимпијски спортски центар, Нанкинг Гледалаца: 10.000 Судије: Марина, Миноре Аргентина |

### Финале
| 20. децембар 2009. 19:00 | Француска | 22 – 25   | Русија       | Нанкинг Олимпијски спортски центар, Нанкинг Гледалаца: 13.000 Судије: Гјединг, Хансен Данска |
| 20. децембар 2009. 19:00 | Сињат 8   | (11 – 14) | Дмитријева 8 | Нанкинг Олимпијски спортски центар, Нанкинг Гледалаца: 13.000 Судије: Гјединг, Хансен Данска |
| 20. децембар 2009. 19:00 | 3× 4×     | (детаљи)  | 5× 2×        | Нанкинг Олимпијски спортски центар, Нанкинг Гледалаца: 13.000 Судије: Гјединг, Хансен Данска |

## Статистика и коначан пласман
|    | Русија          |
|    | Француска       |
|    | Норвешка        |
| 4  | Шпанија         |
| 5  | Данска          |
| 6  | Јужна Кореја    |
| 7  | Немачка         |
| 8  | Румунија        |
| 9  | Мађарска        |
| 10 | Аустрија        |
| 11 | Ангола          |
| 12 | Кина            |
| 13 | Шведска         |
| 14 | Тунис           |
| 15 | Бразил          |
| 16 | Јапан           |
| 17 | Украјина        |
| 18 | Обала Слоноваче |
| 19 | Аргентина       |
| 20 | Конго           |
| 21 | Тајланд         |
| 22 | Казахстан       |
| 23 | Чиле            |
| 24 | Аустралија      |

| Светски шампион у рукомету за жене 2009. Русија четврта титула Састав тима Ина Суслина, Људмила Постнова, Татјана Дронина, Јелена Дмитријева, Олга Левина, Марина Јарцева, Ксенија Макејева, Маја Птерова, Ана Седојкина, Јекатерина Андрјушина, Надежда Муравјева, Екатерина Веткова, Викторија Жилинскајте, Оксана Корољева, Емилија Туреј и Татјана Кмирова. Селектор: Евгени Трефилов. |

### Најбољи голгетери
| Бр. | Играчица             | Екипа           | Голова | Шутева | %   |
| --- | -------------------- | --------------- | ------ | ------ | --- |
| 1   | Катрин Енгел         | Аустрија        | 67     | 112    | 60% |
| 2   | Паула Гондо-Бреду    | Обала Слоноваче | 65     | 95     | 68% |
| 3   | Шио Фуџи             | Јапан           | 61     | 109    | 56% |
| 4   | Муна Чебах           | Тунис           | 58     | 113    | 51% |
| 5   | Ким Он-A             | Јужна Кореја    | 53     | 89     | 60% |
| 5   | Олха Николајенко     | Украјина        | 53     | 98     | 54% |
| 7   | Нчо Елоди Мамбо      | Обала Слоноваче | 52     | 98     | 53% |
| 7   | Елзира Таварес       | Ангола          | 52     | 82     | 63% |
| 9   | Лин-Кристин Регелхут | Норвешка        | 50     | 80     | 63% |
| 10  | Чантал Окоје Мбон    | Конго           | 48     | 70     | 69% |
| 10  | Акие Уегаки          | Јапан           | 48     | 107    | 45% |

Извор: IHF.info

### Остале награде
- МВП:  Људмила Постнова

Одабрана од стране ИХФ стручњака: IHF.info